# Бальтейи-Лакаяй
Бальтейи-Лакаяй (лит. Baltieji Lakajai) — крупное озеро восточной Литвы, расположено в Лабнорасском региональном парке, в 12 километрах восточнее Молетая, Утенский уезд. Озеро является частью бассейна реки Вилия. Озеро имеет удлинённую форму, простирается с запада на восток. Классифицируется как ледниковое, одно из 9000 подобных ледниковых озёр Литвы (из которых площадь более половины гектрара имеют только 4000 озёр). Озеро популярно среди дайверов, в этой местности организованы рекреационные заведения.

## Описание
Водный объект имеет площадь 6,998 км². На озере располагаются три острова общей площадью 3,8 га. У озера простирается балка глубиной 40-50 м. Береговая линия общей длиной 24,5 км — изрезанная, изобилует заливами. Бальтейи Лакайай — относительно озеро максимальной глубиной 45 м с обрывистыми берегами. У берегов озера произрастают сосновые леса. Северо-восточнее лежит меньшее озеро Трамис, западнее расположено озеро Сесартис, на юге — озёра Уркис, Кяртуояй, Юодейи-Лакаяй.

## Обитатели озера
В озере в большом количестве обитают европейская ряпушка и европейская корюшка. В водоёме также обитают: окуни, плотва, щуки, лещ, угри и раки.